# Semana de la Visibilidad Lésbica
La Semana de la Visibilidad Lésbica (relacionada con el Día de la Visibilidad Lésbica) es una celebración anual que tiene lugar en Estados Unidos, el Reino Unido y otros países, dirigida a aumentar la concienciación sobre las mujeres lesbianas y sus problemas. Originalmente se celebró en julio de 1990 en California, y más recientemente en abril, comenzando con el Día de la Visibilidad Lésbica el 26 de abril. Se ha celebrado en Inglaterra y Gales.

## Historia
A mediados de julio entre 1990 y 1992 en West Hollywood se celebró anualmente la Semana de la Visibilidad Lésbica. Fue concebida a partir de las frustraciones de las lesbianas con la mayor visibilidad de los hombres LGBT que de las mujeres LBGT, y tenía la intención de ganar conciencia y capital sociopolítico.
La semana fue coordinada por el Comité de Visibilidad Lésbica de West Hollywood y el Centro Gay y Lésbico de Los Ángeles y se dedicó a crear conciencia sobre las identidades y los temas lésbicos y a celebrar a la comunidad lésbica. La celebración fue "una combinación de programación cultural, talleres que abordan las necesidades actuales e inminentes, ceremonias de entrega de premios y eventos sociales". Los eventos incluyeron proyecciones de películas, debates sobre sexo seguro, exposiciones caninas, marchas y más.

## Celebraciones recientes

### 2020
En 2020, Linda Riley, editora de la revista Diva, inició una nueva Semana de la Visibilidad Lésbica. La semana inaugural tuvo lugar desde el 20 de abril de 2020 y finalizó el Día de la Visibilidad Lésbica, el 26 de abril. Entre las oradoras LGBT se encontraban la presidenta de GLAAD, Sarah Kate Ellis Henderson, la lectora de noticias de la BBC Jane Hill y la fundadora del Black Pride del Reino Unido, Phyll Opoku Gyimah. Algunas marcas y empresas organizaron sus propios eventos.

### 2021
La Semana de la Visibilidad Lésbica 2021 tuvo lugar entre el 26 de abril y el 2 de mayo de 2021 y fue impulsada por Diva, Stonewall (una organización benéfica) y Facebook. Durante esta semana, el alcalde de Londres, Sadiq Khan, ondeó la bandera lesbiana en el Ayuntamiento de Londres para inaugurar la semana.

## Actos relacionados
El Día Internacional de las Lesbianas es una celebración relacionada que tiene lugar el 8 de octubre de cada año. Comenzó en Nueva Zelanda en la década de 1980 y se celebra principalmente en Nueva Zelanda y Australia.

## En la cultura popular
Varias celebridades se han presentado en el Día de la Visibilidad Lésbica, incluidas Megan Rapinoe, Da Brat y Lena Waithe.